# Bujumbura flygplats
Bujumbura flygplats är Burundis enda flygplats med reguljär trafik. Den ligger i den västra delen av landet, 9 kilometer nordväst om centrala Bujumbura. Bujumbura flygplats ligger 787 meter över havet. IATA-koden är BJM och ICAO-koden HBBA.